# حمدان عادل
حمدان عادل المنهالي (مواليد 17 أكتوبر 2001) لاعب كرة قدم إماراتي يجيد اللعب في الوسط مع نادي مجد.

## مسيرة اللاعب
لعب في نادي الوحدة ونادي مجد.